# Желязна-Приватна
Желязна-Приватна (пол. Żelazna Prywatna) — село в Польщі, у гміні Єднорожець Пшасниського повіту Мазовецького воєводства.
Населення — 136 осіб (2011).
У 1975-1998 роках село належало до Остроленцького воєводства.

## Демографія
Демографічна структура станом на 31 березня 2011 року:
|          | Загалом | Допрацездатний вік | Працездатний вік | Постпрацездатний вік |
| -------- | ------- | ------------------ | ---------------- | -------------------- |
| Чоловіки | 66      | 23                 | 36               | 7                    |
| Жінки    | 70      | 17                 | 38               | 15                   |
| Разом    | 136     | 40                 | 74               | 22                   |